# Vilhelm Lorenzen
Vilhelm Birkedal Lorenzen (27. januar 1877 i Gislev – 11. september 1961) var en dansk historiker, kunsthistoriker og dr.phil..
Han var søn af sognepræst C.N. Lorenzen (død 1905) og hustru Agathe f. Birkedal (død 1884). Lorenzen blev student fra Odense Katedralskole 1895, cand.mag. 1901; dr.phil. (Studier i dansk Herregaardsarkitektur i 16. og 17. Aarhundrede) 1921 og arbejdede derefter som kunsthistoriker.
Lorenzen var adjunkt ved Metropolitanskolen, hvor han underviste i historie, fra 1920 indtil sin afsked 1946, lektor 1929 og han konstitueredes siden som skolens rektor 1942-45. Han var også lærer ved Marinens skoler 1909-39.
Han stiftede sammen med arkitekt H.B. Storck Foreningen til Gamle Bygningers Bevaring i 1907. Han blev foreningens første sekretær og var på denne post i tidsrummet 1907-1947. Det var Vilhelm Lorenzen og Foreningen til Gamle Bygningers Bevaring, der tog initiativet til og satte et væsentligt aftryk på Danmarks første bygningsfredningslov fra 1918.
Lorenzen var også medstifter af Landsforeningen Bedre Byggeskik i 1915, hvis formand han var 1926-33. Han var tillige medlem af Det særlige Bygningssyn fra dette blev oprettet i 1918 og frem til 1954.
Han var desuden formand for udvalget for landarbejderboliger 1907-08, medstifter af Dansk Byplanlaboratorium 1921 og medlem af bestyrelsen til 1943, redaktør af Architekten 1917-20, medredaktør af værket Danske Herregaarde ved 1920, specialredaktør for værket Nordisk Kultur 1928, medredaktør af værket Danske Herregaardshaver 1929, overordentligt medlem af Akademisk Arkitektforening 1924, tildelt foreningens æresmedalje 1957, medlem af Det kongelige danske Selskab for Fædrelandets Historie fra 1933, korresponderende medlem af Kungliga Vitterhets Historie och Antikvitets Akademien 1942; æresmedlem af Foreningen til norske Fortidsmindesmærkers Bevaring 1945, tildelt Foreningen til Hovedstadens Forskønnelses medalje 1948 og æresmedlem af St. Knuts Gillet i Østerlen 1955.
Han var Ridder af Dannebrog og Dannebrogsmand.
Lorenzen var gift 1. gang med Lily f. Peschcke Køedt (ægteskabet opløst) og 2. gang med Dora L. (f. 1. april 1890), datter af købmand M. Elsass (død 1935) og hustru Rosalie f. Grim (død 1951).

## Udgivelser
- Frue Kirke og Hospitalet i Aarhus (1906)
- Maleren Hilker (1908)
- De danske Helligaandsklostres Bygningshistorie (1912)
- Rantzauske Borge og Herresæder i det 16. Aarhundrede (1912)
- Dansk Arkitektur gennem 20 Aar (s.m. Kristoffer Varming, 1912)
- Reformert Kirke i København (1914)
- De danske Franciskanerklostres Bygningshistorie (1914)
- Christianshavns borgerlige Bygningskunst (1914)
- Landgaarde og Lyststeder (I og II 1916, 1920)
- De danske Dominikanerklostres Bygningshistorie (1920)
- Det danske Hus I (1920)
- De danske Birgittinerklostres Bygningshistorie (1922)
- Københavnske Palæer I og II (1922 og 1926)
- Kallundborg Kirke (s.m. Mogens Clemmensen, 1922)
- De danske Karmelitterklostres Bygningshistorie (1924)
- Roskilde Domkirke (1924)
- De danske Præmonstratenserklostres Bygningshistorie (1925)
- Vandringer i det gamle København (1926)
- De danske Antonitterklostres Bygningshistorie (1926)
- De danske Johannitterklostres Bygningshistorie (1927)
- Vor Frue Kirke (1927)
- Gamle københavnske Huse (s.m. H. Spliid, 1927)
- De danske Augustinerklostres Bygningshistorie (1929)
- Haandtegnede Kort over København 1600-60 (1930)
- Dansk Herregaardsarkitektur fra Baroktiden I (1930), II (1935)
- København som Arkitekturby (1932)
- De danske Benediktinerklostres Bygningshistorie (1933)
- Lambert van Haven (1936)
- Christian IV's Byanlæg (1937)
- Rosenholms Bygmestre (1937)
- Dominicus Baetiaz (1938)
- Arkitekten Peter Meyn (1939)
- Metropolitanskolens Historie i Metropolitanerbogen (1939)
- De danske Cistercienserklostres Bygningshistorie (1941)
- Haandtegnede Kort over København 1660-1757 (1942)
- Bevaringsproblemer I-IV (1944-48)
- Sct. Peders Kirkeplads i Næstved (1946)
- Drømmen om den ideale By (1947)
- Vore Byer I (1947), II (1952), III (1955), IV (1957)
- Jens Bangs Stenhus i Aalborg (1947)
- De gamle danske Domkirker (1948)
- Axel Urup (1953)